# Mina Anwar

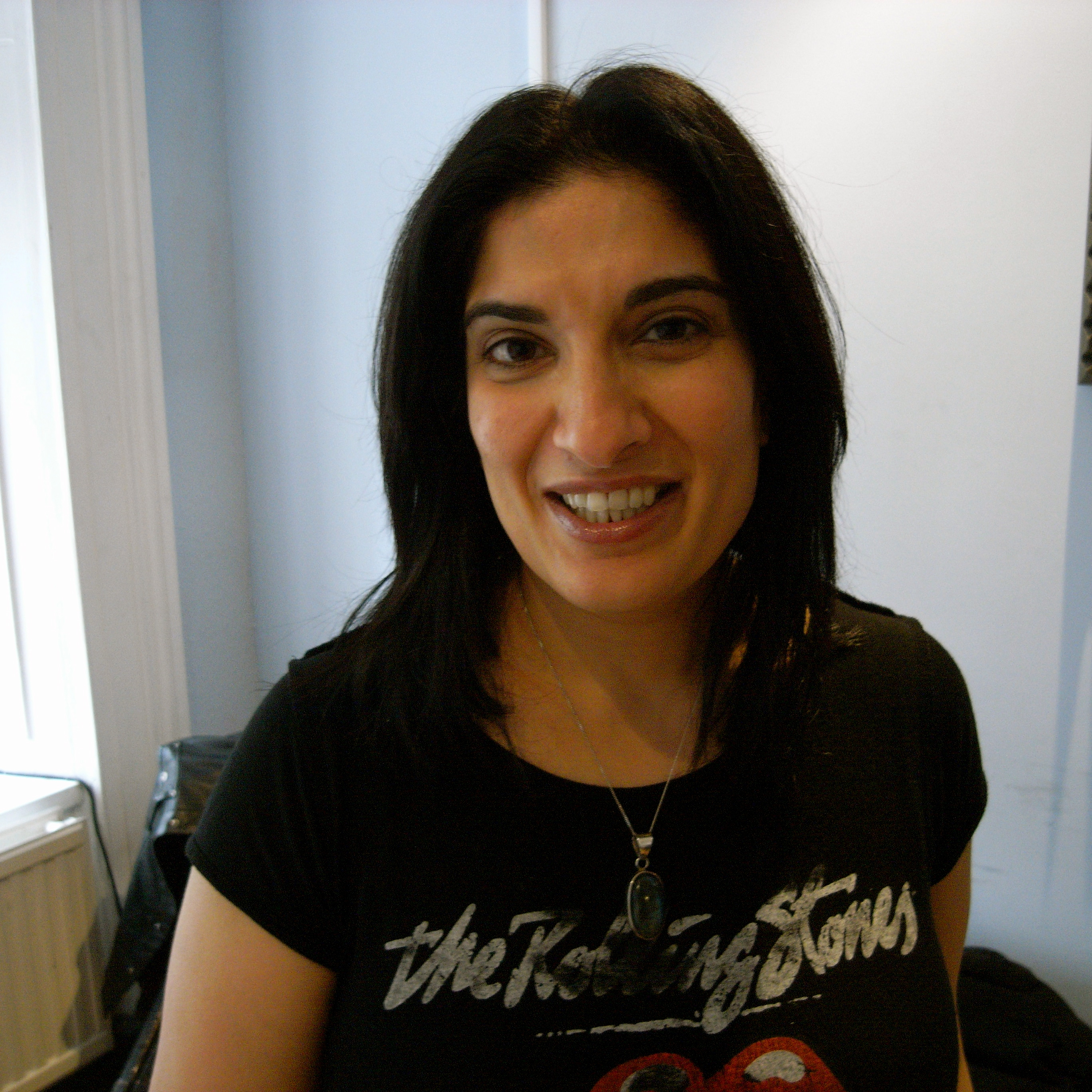
Mina Anwar, 2011

Mina Anwar (* 20. September 1969 in Blackburn, Lancashire) ist eine britische Schauspielerin.

## Leben
Mina Anwar wurde in Blackburn als Tochter pakistanischer Eltern geboren. Später zog sie nach Church. Dann studierte sie Schauspiel am Accrington and Rossendale College. Sie interessierte sich schon früh für die Schauspielkunst und war Mitglied der Imps Theatre Company in Hyndburn. Als sie einen Platz an der Schauspielschule Mountview Academy of Theatre Arts bekam, zog sie nach London. Ihren Durchbruch als Schauspielerin hatte sie 1995 mit der Rolle der Constable Maggie Habib in Inspektor Fowler – Härter als die Polizei erlaubt.  Später war sie in Serien und Filmen, wie The Sarah Jane Adventures oder Alles koscher! zu sehen. Neben Auftritten in Film und Fernsehen ist Anwar häufig im Theater anzutreffen. So war sie unter anderem in dem Theaterstück The Thunder Girls am The Lowry Quays Theatre in Manchester zu sehen.

## Filmografie (Auswahl)
- 1995: 99-1 (Fernsehserie, 1 Folge)
- 1995: Flight (Fernsehfilm)
- 1995–1996: Inspektor Fowler – Härter als die Polizei erlaubt (The Thin Blue Line, Fernsehserie, 14 Folgen)
- 1998: The Flint Street Nativity (Fernsehfilm)
- 2000: Maybe Baby
- 2000: A Christmas Carol (Fernsehfilm)
- 2002: Birthday Girl (Fernsehfilm)
- 2003: The Bill (Fernsehserie, 3 Folgen)
- 2004: Doctors and Nurses (Fernsehserie, 26 Folgen)
- 2004: Best Friends (Fernsehserie, 4 Folgen)
- 2005–2006: Coronation Street (Fernsehserie, 6 Folgen)
- 2008: The Invisibles (Fernsehserie, 6 Folgen)
- 2008–2011: The Sarah Jane Adventures (Fernsehserie, 18 Folgen)
- 2009–2011: Scoop (Fernsehserie, 9 Folgen)
- 2010: Alles koscher! (The Infidel)
- 2011–2013: House of Anubis (Fernsehserie, 11 Folgen)
- 2013: The Wright Way (Fernsehserie, 6 Folgen)
- 2014: Happy Valley – In einer kleinen Stadt (Happy Valley, Fernsehserie, 3 Folgen)
- 2014: Rocket’s Island (Fernsehserie, 4 Folgen)
- 2014: Scott & Bailey (Fernsehserie, 2 Folgen)
- 2015: Marley’s Ghosts (Fernsehserie, 3 Folgen)
- 2014–2016: In the Club (Fernsehserie, 6 Folgen)
- 2018: Eine lausige Hexe (The Worst Witch, Fernsehserie, 10 Folgen)